# Dentigaster albifacies
Dentigaster albifacies är en stekelart som beskrevs av Herbert Zettel 1992. Dentigaster albifacies ingår i släktet Dentigaster och familjen bracksteklar. Inga underarter finns listade i Catalogue of Life.